# Haruki Seto
Haruki Seto (jap. 瀬戸 春樹, Seto Haruki; * 14. März 1978 in der Präfektur Toyama) ist ein ehemaliger japanischer Fußballspieler.

## Karriere
Seto erlernte das Fußballspielen in der Schulmannschaft der Mizuhashi High School. Seinen ersten Vertrag unterschrieb er 1996 bei den Yokohama Flügels. Der Verein spielte in der höchsten Liga des Landes, der J1 League. 1997 erreichte er das Finale des Kaiserpokals. 1998 gewann er mit dem Verein den Kaiserpokal. Für den Verein absolvierte er 27 Erstligaspiele. 1999 wechselte er zum Zweitligisten Albirex Niigata. Für den Verein absolvierte er 36 Spiele. 2000 wechselte er zum Ligakonkurrenten Ōita Trinita. Für den Verein absolvierte er 21 Spiele. 2001 wechselte er zum Erstligisten Consadole Sapporo. Im Juli 2001 wechselte er zum Ligakonkurrenten Gamba Osaka, 2002 dann zum Zweitligisten Ōita Trinita. 2002 wurde er mit dem Verein Meister der J2 League und stieg in die J1 League auf. Für den Verein absolvierte er 55 Spiele. Danach spielte er bei JEF United Chiba (2005), Kashiwa Reysol (2006), YKK AP (2007), Balestier Khalsa (2008) und Geylang United (2009). Ende 2009 beendete er seine Karriere als Fußballspieler.

## Erfolge
Yokohama Flügels
- Kaiserpokal

Sieger: 1998
Finalist: 1997
JEF United Chiba
- J.League Cup

Sieger: 2005